# الیزابت مارگارت چندلر
الیزابت مارگارت چندلر (انگلیسی: Elizabeth Margaret Chandler؛ ۲۴ دسامبر ۱۸۰۷ – ۲ نوامبر ۱۸۳۴) شاعر و نویسنده اهل ایالات متحده آمریکا از ایالت پنسیلوانیا و میشیگان بود. او اولین نویسندهٔ زن در ایالات متحده بود که موضوع اصلی فعالیت‌هایش را لغو برده داری قرار داده بود.

## زندگی و تحصیلات
چندلر در شب کریسمس سال ۱۸۰۷ در ویلمینگتون، دلاویر به دنیا آمد. پدرش توماس چندلر (۱۷۱۷–۱۸۱۷) و مادرش مارگارت ایوانز (۱۷۷۸–۱۸۰۸) بود. او دو برادر بزرگتر داشت: ویلیام چاندلر (۱۸۰۴–۱۸۷۳) و توماس چاندلر (۱۸۰۶-؟). آن‌ها عضو انجمن مذهبی دوستان (کوئیکرها) بودند و با نظم و انضباطی سختگیرانه ویژه یک خانواده معتقد به مسیحیت زندگی می‌کردند.
او در ۹ سالگی پدر و مادرش را از دست داد، او و برادرانش با مادربزرگش، الیزابت گس ایوانس (۱۷۴۴–۱۸۲۷)، در فیلادلفیا و پنسیلوانیا زندگی می‌کرد. الیزابت وارد یک مدرسه کوئیکر شد و در آنجا بود که با نظرگاه‌های ضد برده داری آشنا شد.
الیزابت در سنین بسیار کم سرودن شعر را شروع کرد. هنگامی که او حدود دوازده یا سیزده سال داشت مدرسه را ترک کرد، اما با اشتیاق به خواندن و نوشتن ادامه داد.

## شغل
در اوایل شانزده سالگی، اشعار عاشقانه الیزابت چندلر در مورد طبیعت برای اولین بار منتشر شد. در سال ۱۸۲۵، هنگامی که او هجده ساله بود، شعر عاطفی او بنام «بردگان کشتی» ، منتشر شد و توجه مردم را جلب کرد. پس از خواندن این شعر، او توسط بنجامین لندی، که یک ناشر و فعال ضد برده داری سرشناس بود دعوت شد تا برای مجله نابغه رهایی جهانی مطلب بنویسد. او برای بخش «زنان» این مجله مطلب می‌نوشت و خودش هم آن‌ها را ویرایش می‌کرد. او در نوشته‌هایش خواهان تجدید نظر در مورد زنان و درمان بهتر برای بومیان آمریکایی بود. او با کارهایش به یکی از قدرتمندترین نویسندگان زن آمریکا تبدیل شد.

## جوایز

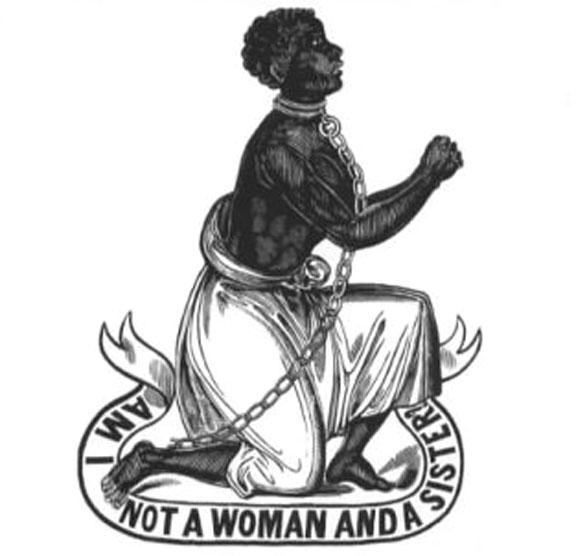
A medallion image similar to the one Chandler made popular

وی همچنین برندهٔ جوایزی همچون تالار مشاهیر زن میشیگان شده‌است.

## درگذشت
چندلر در تاریخ ۲ نوامبر ۱۸۳۴، قبل از ۲۷ سالگی درگذشت. او در نزدیکی مزرعه خانوادگی هازلبنک به خاک سپرده شد. مقالات، اشعار و نامه‌های او توسط بنجامین لندی جمع‌آوری و منتشر شد و درآمد حاصل از فروش آن‌ها صرف فعالیت‌های لغو برده داری شد.